# The Spirit of the American Doughboy
| The Spirit of the American Doughboy | The Spirit of the American Doughboy |
| ----------------------------------- | ----------------------------------- |
|                                     |                                     |
| Details                             |                                     |
| Material                            | Figur: Bronze, Fundament: Marmor    |
| Standort                            | Elgin, Illinois                     |
| Künstler                            | E. M. Viquesney                     |

The Spirit of the American Doughboy ist eine gepresste Kupferstatue, die von E. M. Viquesney entworfen wurde, um an die Opfer und Veteranen des Ersten Weltkrieges zu erinnern. In den 1920er und 1930er Jahren wurde die Skulptur in Massenproduktion hergestellt und in den gesamten USA aufgestellt. Die Statue wurde über die Jahre auch als Miniatur verkauft und von anderen Künstlern kopiert.

## Herkunft
Doughboy (Englisch; wörtlich „Teigjunge“) ist eine veraltete umgangssprachliche Bezeichnung für einen Infanteristen der United States Army. Woher genau die Bezeichnung kommt, ist unklar. Es wird vermutet, dass sie daher rührt, dass Infanteristen im Mexikanisch-Amerikanischen Krieg durch das Marschieren in trockenem Gelände im Norden Mexikos mit kreidehaltigem Staub bedeckt wurden. Der Infanterist wurde daher Doughboy genannt, weil er mit Staub bedeckt an einen ungebackenen Teig erinnerte.

## Daten zum Künstler
Ernest Moore Viquesney wurde am 5. August 1876 als einziger Sohn von Alfred Paul and Jane Lehman Viquesney in Spencer, Indiana geboren. Schon in seiner Jugend erlernte er von seinem Vater die Bildhauerei, das Gravieren und das Schnitzen. Er war früh auch schon als Porträtkünstler tätig. Er diente im Spanisch-Amerikanischen Krieg  und war in Pensacola in Florida stationiert. Bis zu seinem Tod war er Kommandant der Spencer Spanish American War Veterans.
1904 heiratete er Cora Barnes. In den folgenden 16 Jahren lebte das Paar in Americus, Georgia. In Americus nahm er Jobs bei Clark’s Monumental Works und Schneider’s Marble Company an. Dort lernte er auch Gutzon Borglum kennen, dessen größtes Werk das Mount Rushmore National Memorial ist. In Americus entstand auch der American Doughboy. 1936 heiratete Viquesney Betty Sadler. Als sie im August 1946 starb, war seine Trauer über ihren Verlust so groß, dass er am 4. Oktober 1946 Suizid verübte.

## Beschreibung der Statue
Das Smithsonian American Art Museum listet 159 Orte auf, an denen The Spirit of the American Doughboy steht. Davon sind 134 originale Werke und viele andere als Kopien von anderen Künstlern bestätigt worden.
Die Statue zeigt einen Mann, der eine Uniform der Armee aus dem Ersten Weltkrieg trägt. In der rechten Hand, die triumphal nach oben gehoben ist, hält der Infanterist eine Granate. In der linken Hand hält er ein Gewehr samt Bajonett. Alle Doughboys stehen auf einem Sockel aus Stein oder aus gemauerten Ziegeln auf Stadt- oder Dorfplätzen, Friedhöfen, Parks und Plätzen vor öffentlichen Behörden.
Der Spirit of the American Doughboy war eine der ersten massengefertigten Statuen. Vor dem Ersten Weltkrieg war ein komplizierter Vorgang nötig, um überhaupt eine Gedenkstätte zu errichten. Zuerst musste die Erlaubnis des Rathauses oder des Eigentümers des Platzes, auf dem die Statue errichtet werden sollte, eingeholt werden. Außerdem musste ein Gedenkstätten-Komitee einberufen, ein Künstler engagiert und in vielen Fällen Geld für den Bau gesammelt werden. 
Viquesney begann mit der Arbeit an seiner Skulptur gleich nach Ende des Ersten Weltkrieges 1918. Als  Vorbilder dienten ihm zurückgekommene Soldaten, die voll uniformiert für ihn in der bekannten Pose Modell standen. Die triumphale Haltung wählte er, da sie an die Freiheitsstatue erinnert. 1920 meldete er das Design als Patent an, da er plante, die Statue als Massenprodukt zu verkaufen. Um sie erschwinglicher zu machen, wurde nicht jede einzeln aus Marmor geschlagen, sondern eine Form produziert, in die flüssiges Kupfer oder Zink eingefüllt wurde. Nach Freilegen der Statue aus der Form wurde sie mit Bronze überzogen. So kamen die Produktionskosten lediglich auf 1.500 Dollar anstatt der damals üblichen mehreren 10.000 Dollar. Außerdem wurden auch kleinere Versionen des Doughboys hergestellt und solche, die als Lampen verkauft wurden.

## Kritik
Aufgrund der PR-Aktionen von Viquesney (er entwarf Plakate und bewarb die Statue damit, dass schon 300 Stück verkauft worden seien) und weil die Stückzahl dieser Statue so hoch war, wird sie von einigen Kritikern als unwichtig abgetan. Das führte sogar dazu, dass der Doughboy in Ft. Atkinson, Wisconsin, nicht im nationalen Register für historische Plätze gelistet wird.
Viquesney sagte 1927:

„This statue, this child of my greatest and most sincere effort, is dedicated to you, to America, to the World…that he may be a constant reminder of all of what real Americanism is, what it does and how it safeguards our homes and our country.“

„Diese Statue, das Kind meiner größten und aufrichtigsten Bestrebungen, ist euch gewidmet und Amerika und der ganzen Welt. Dass er [der Doughboy] eine immerwährende Erinnerung an den echten Amerikanismus ist, was sie [die Armee] tut und wie sie unsere Heime und unser Land beschützt.“